# بودون (جورجيا)
بودون (بالإنجليزية: Bowdon, Georgia)‏ هي مدينة تقع في مقاطعة كارول، جورجيا بولاية جورجيا في الولايات المتحدة. تبلغ مساحة هذه المدينة 8.8 (كم²)، وترتفع عن سطح البحر 329 م، بلغ عدد سكانها 2040 نسمة في عام 2010 حسب إحصاء مكتب تعداد الولايات المتحدة.

## أعلام
- راي بيك
- ميخائيل هيوي
- نيك جونز
- بول بوكانان
- ويليام ك. آدمسون

## وصلات خارجية
- City of Bowdon Georgia Website
- Cities & Counties - Georgia.gov